# International Eastercup Berlin-Moabit

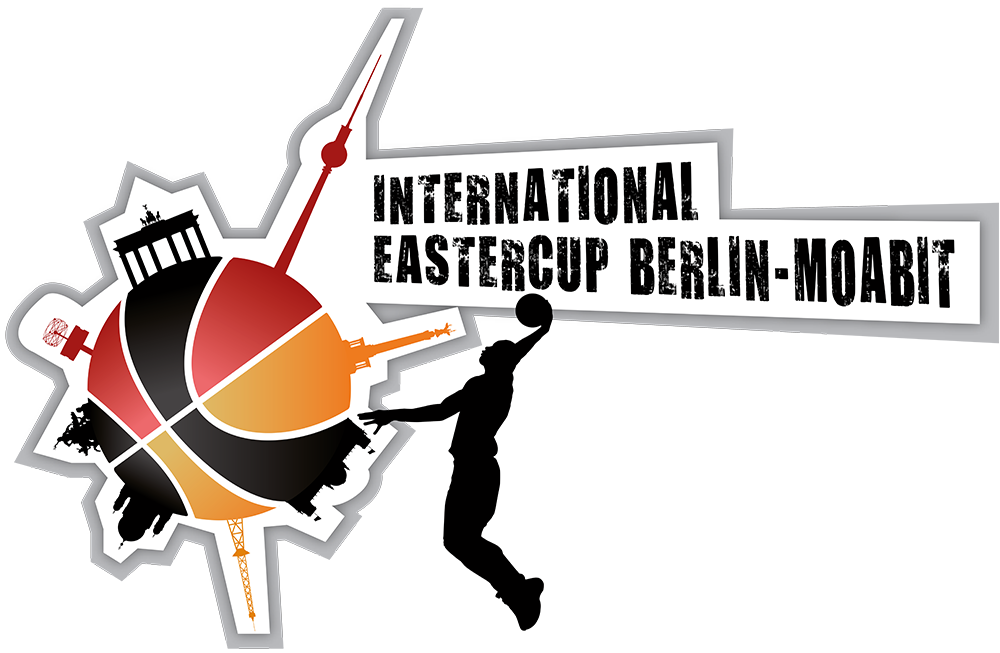

Der International Eastercup in Berlin-Moabit ist ein internationales Jugend-, Erwachsenen- und Rollstuhl-Basketballturnier.  Es findet seit 2013 jährlich über Ostern statt. Es besteht nicht nur aus Basketballspielen, sondern vor allem aus vielen sozialen Projekten, die den Charakter des Turniers ausmachen. Diese Projekte beinhalten die Stärkung der Rolle von Mädchen und jungen Frauen, die Förderung von Jugendlichen in ihrer Persönlichkeitsentwicklung und die Inklusion von Menschen mit Behinderung.

## Turnier
Traditionell findet der Eastercup über Ostern von Gründonnerstag bis Ostermontag statt. Das Turnier wird jährlich von über 1000 Jugendlichen besucht und in den Altersklassen von den U10 bis zu den Herren und Damen ausgetragen. Veranstalter ist der Berliner Basketball-Sportverein BC Lions Moabit 21. Fester Partner der Rollstuhl-Basketball-Konkurrenz sind seit 2014 die Pfeffersport Devils, die uns seither beratend zur Seite stehen.
Seit 2020 gehört die WSG Königs Wusterhausen zu den Partnern. Neben den Konkurrenzen wird auch Unterhaltung geboten, wie zum Beispiel das All-Star-Saturday Night Event.
Seit 2015 es auch eine Rollstuhlbasketball-Konkurrenz, die zu den großen internationalen Rollstuhl-Basketballturnieren zählt.
Im Jahr 2017 gab es erstmals eine Konkurrenz nur für Refugee-Teams mit vier Teams aus Berlin, im Jahr 2018 nahmen insgesamt 30 Teams teil.
2019 wurde erstmals auch ein Masters-Turnier veranstaltet, bei dem das Mindestalter der einzelnen Spieler 45 Jahre beträgt (45+).
Anfang 2019 wurde bekanntgegeben, dass der International Eastercup Berlin Moabit zum FIBA U14 Turnier des Jahres 2018 gewählt wurde.
Im Jahr 2020 sollte der International Eastercup Berlin-Moabit vom 9.–13. April stattfinden, jedoch musste er wegen der COVID-19-Pandemie abgesagt werden; angemeldet hatten sich 165 Teams aus 36 Ländern in 23 Konkurrenzen. Die nächste Eastercup-Version ist für den 29. Juli bis 2. August 2021 geplant.
Im Jahr 2021 fand der 8. International Eastercup Berlin-Moabit, vom 29.07 bis 01.08, als „Light-Version“ statt. Insgesamt wurden 90 Spiele in 2,5 Tagen ausgetragen. Diese Spiele wurden von zwölf Schiedsrichtern (Inkl. Berliner) geleitet.
Der nächste International Eastecup Berlin-Moabit ist vom 14. bis 18. April geplant. Bisher haben sich 40 Teams angemeldet und die Anmeldefrist läuft noch bis zum 15. März. In diesem Jahr können Eltern und Fans die Spiele von zuhause verfolgen, da es ein Streaming Angebot geben wird.

## Konkurrenzen
Die Sportler spielen in folgenden Konkurrenzen:
U10 Jungen und Mädchen, U11 Jungen und Mädchen, U12 Jungen und Mädchen, U13 Mädchen, U13 Jungen, U14 Mädchen (Zertifiziert von der FIBA), U14 Jungen (Zertifiziert von der FIBA), U15 Jungen, U16 Mädchen, U18 Mädchen, U18 Jungen, U20 Mädchen, U20 Jungen, U22 Jungen, U22 Mädchen, Herren, Damen, Masters 45+, University, Rollstuhl-Basketball, Refugees, FIBA 3x3 Mix und 3vs3 Rollstuhl-Basketball.
Seit 2017 wird das Turnier im Bereich U13 und U14 von der FIBA unterstützt. So auch im Jahr 2020. Hinzu kommt ein neuer Wettbewerb, 3x3 Moabit genannt, der ebenfalls von der FIBA zertifiziert ist.

## Projekte
Der International Eastercup engagiert sich in zahlreichen Projekten, die während der Ostertage verwirklicht werden. Dazu zählen unter anderem Bekenntnisse gegen Rassismus, wie „No Chances for Racism“, „Layups only with left“ oder „Refugees Welcome“.
Das vom Deutschen Kinderhilfswerk (DKHW) unterstützte Projekt „Mehr Mut zum Ich“ soll seit 2018 junge Mädchen in ihrer gesellschaftlichen Rolle fördern. Auch nach der zweijährigen Förderung wird dieses Vorhaben fortgeführt werden, weshalb besonders Mädchenteams eingeladen sind. Dieses Turnier wird als Projekt „Von Kindern – für Kinder“ organisiert und hat zum Ziel, dass sich Kinder und Jugendliche kreativ in die Organisation und Umsetzung des Events einbringen können und dadurch Verantwortungsbewusstsein, Selbständigkeit und Kommunikationsfähigkeit gefördert werden. Hierbei wird in erster Linie auf Kinder und Jugendliche aus Berlin-Moabit gesetzt. Moabiter Kinder und Jugendliche haben vielfältige kulturelle Hintergründe und sollen neben ihrem Schulalltag die Möglichkeit haben, durch Sport ihre Zukunft zu gestalten.
Das Kinderprojekt erhielt Auszeichnungen wie beispielsweise den Europapreis „Blauer Bär“ und den vierten Platz bei der deutschen Jugendauszeichnung „Goldene Göre“.

## Gewinner-Teams

### 2017
Im Jahr 2017 nahmen rund 1500 Basketballspieler aus knapp 33 Nationen in insgesamt 108 Teams teil. Gewinner-Teams waren:
Wheelchair: Pfeffersport Devils Berlin I (DE), Men: Team Tucholsky (DE), Ladies: BBC Stuttgart (DE), Refugees: Basketball United (DE/SY), BU12: BVMV (DE), GU19: Vaerloese (DK), BU20: Team International (DE), BU22: Ball is life (DE/GR), U11 Mix: Basket Brescia Germani Leonessa (IT), FIBA GU13: Hamburg Warriors B.A. G13 (DE), FIBA BU14: DBC Berlin (DE), GU15: HNMKY White (FI), BU15: B. A. SNAIPERIS B15 (LT), GU17: BA7-Regio Team Stuttgart GU17 (DE), BU18: WYNT Berlin (DE)

### 2018
Im Jahr 2018 nahmen rund 1600 Basketballspieler aus 35 Nationen in insgesamt 127 Teams teil. Gewinner-Teams waren:
Wheelchair: Don`t worry Birette (IT), Men: Team Tucholsky (DE), Ladies: BC Lions Moabit 21 (DE), Refugees: Roter Stern (DE/MN), U11 Mix: TV 1877 Lauf (DE), GU20: HSBV (NL), BU20: BC Lions/Weddinger Wiesel (DE), GU22: HSBV (NL), BU22: Birkerod Basketball (DK), 3on3 FIBA: StraightOuttaBerlin (DE), BU12: Stuttgart Eagles (USA), BU13: Mongolian BU13 (MN), GU13: Magec Tias Lanzarote (ES), FIBA BU14: Team Flex (USA), FIBA GU14: Magec Tias Lanzarote GU14 (ES), BU15: Mongolian BU15 (MN), GU16: Flashing Heiloo (NL), BU16: Stuttgart Eagles (USA), GU18: Basketball Academy Limburg (NL), BU18: Basketball Academy Limburg (NL)

### 2019
Im Jahr 2019 nahmen rund 1700 Basketballspieler aus 35 Nationen in insgesamt 163 Teams teil. Gewinner-Teams waren:
Wheelchair: High Rollers (GB), Men: Team Tucholsky (DE), Ladies: Fajne Holky (PL/CZ), Masters Ladies: Fusion Ladies (GB), Masters Men: Lok Bernau (DE), WU22: Feyenoord Rotterdam (NL), BU22: Athleague (DE), BU20: Black Eagles (NL), GU18: Sokol Nusle (CZ), BU18: Triple Threat (NL), BU17: Triple Threat (NL), GU16: Hamburg Warriors (DE), BU16: ZZ Leiden (NL), GU15: SoHoPo Prague (CZ), BU15: Bronshoj Dragons (DK), FIBA GU14: SoHoPo Prague (CZ), FIBA BU14: Krepsynio Klaipedos (LT), GU13: BS Tigers Prague (CZ), BU13: Paderborn Baskets (DE), Mini U12 Mix: Krepsynio Klaipedos (LT), Mini U11 MIx: Krepsynio Klaipedos (LT), Mini U10 Mix: Stuttgart Eagles (USA).

2021
U12 Mix: Hamburg Tigers / BU14: NTSV Wildcats / BU15: MTV/BG Wolfenbüttel / BU16: Baskets Vilsbiburg / U23: Open Run(NL) / Ladies: Team Mongolia(MN), Wheelchair: ALBA Berlin / Men: RedHawks Potsdam